# Групова збагачувальна фабрика «Міусинська»
Групова збагачувальна фабрика «Міусинська» — збудована за проєктом «Південдіпрошахту» і стала до ладу 1953 року як індивідуальна фабрика для збагачення антрациту шахти № 160. Проєктна потужність — 750 тис. тонн на рік.
Технологічна схема передбачала збагачення класу 6—100 мм у мийних жолобах і відвантаження концентрату з розсівом на товарні сорти за стандартною шкалою: 6—13, 13—25 та 25—100 мм. Сухий відсів 0—6 мм (штиб) відвантажується окремо. У 1975 році фабрику реконструювали з доведенням річної потужності до 1300 тис. тонн, заміною мийних жолобів на важкосередовищні сепаратори (для класу 25—150 мм) і відсаджувальні машини (для класу 6—25 мм), а також обладнанням ями для привізної сировини і вдосконаленням водно-шламової схеми.
Місцезнаходження: м. Красний Луч, Луганська обл., залізнична станція Красний Луч.